# Андре Кортис
Андре Кортис (фр. André Corthis; (настоящее имя Андре Магделен Юссон (Andrée Magdeleine Husson, 15 апреля 1882, Париж — 8 августа 1952, там же) — французская писательница и поэтесса.

## Биография
Дочь Жана Мари Пьера Юссона (1845—1926), уроженца Сен-Мало, капитана дальнего плавания и директора страховой кампании, и Ирметт Камий Бори (1846—1933), племянница портретистки Амели Бори-Сорель, жены Родольфа Жюлиана.
Часть юности провела в Испании, к которой часто обращалась в своем творчестве. С 12 лет занималась поэзией, и в июне 1906 под псевдонимом Андре Кортис опубликовала свой перввй сборник стихов «Геммы и отсветы», написанный под влиянием поэзии Бодлера, Анри де Ренье и Верлена. В декабре того же года книга получила престижную литературную премию Фемина, принеся известность юной поэтессе.
В 1920 году была награждена Большой премией Французской академии за роман «Для себя одной». В 1928 году книга была издана в СССР в переводе В. А. Розеншильд-Паулина.
После смерти матери приняла управление Академией Жюлиана. В годы Второй мировой войны та была закрыта, а затем продана Сесили Бельдан и Андре дель Деббьо, которые снова открыли её в 1946 году.
В 1941 году выпустила книгу «Испания победы», представлявшую собой гимн франкистскому режиму.

## Семья
Муж (14.06.1909): Раймон Лекюйе (1879—1950), журналист, фотограф и историк фотографии, критик, редактор журнала Le Gaulois
Дочь:
- Моник Доминикетта Сюзанна Ирметта Лекюйе (28.05.1915, Париж — 17 марта 1990, Нёйи-сюр-Сен). Муж (26.03.1940): Франсуа Анри Маглуар де Монбриаль (6.05.1912—18.03.1985), генеральный инспектор Банка Франции

## Произведения
- 1906 : Геммы и отсветы / Gemmes et Moires — премия Фемина
- 1908 : Мадемуазель Аргийи / Mademoiselle Arguillis
- 1910 : Несчастная любовь доньи Бальбины / Le Pauvre Amour de Doña Balbine
- 1914 : Преждевременное прощение / Le Pardon prématuré
- 1917 : Petites Vies dans la tourmente
- 1919 : Для меня одной / Pour moi seule — Большая премия Французской академии за роман
- 1920 : Его настоящая жена / Sa vraie femme
- 1920 : Мачеха / La Marâtre
- 1921 : Одержимый / L'Obsédé
- 1923 : Танцовщица / L'Entraîneuse, роман
- 1926 :  Искупительная жертва / Victime expiatoire, роман
- 1927 : Бури / Tourmentes
- 1928 : Красные ветви / Les Rameaux rouges
- 1928 : Страсть / Passion
- 1928 : Бесстрастная танцовщица / La Danseuse impassible
- 1929 : Потерянная невеста / La Fiancée perdue
- 1930 : Паломничества в Испанию: Сантьяго-де-Компостела, Саламанка, Толедо, Сарагоса / Pèlerinages en Espagne : Saint-Jacques de Compostelle, Salamanque, Tolède, Saragosse
- 1930 : Странная ночь / La Nuit incertaine
- 1931 : Соледад / Soledad, роман
- 1932 : Зов страстей / Appel de flammes, роман
- 1934 : Грозовая весна / Le Printemps sous l'orage, роман
- 1935 : Чудесное возвращение / Le Merveilleux Retour
- 1936 : Du couvent aux Cortès
- 1936 : Le Cœur forcé
- 1937 : Расчетвертованная сова / La Chouette écartelée
- 1938 : Мятежи / Révoltées
- 1938 : Маски / Masques
- 1939 : Крик в небесах / Cris dans le ciel
- 1941 : Предназначенные Destinées
- 1941 : Испания победы / L'Espagne de la victoire
- 1944 : Заложник / L'Otage
- 1945 : Северина / Séverine
- 1946 : Анонимные письма / Lettres anonymes
- 1949 : Тайна Труа-Гура / Le Mystère des Trois-Gours
- 1951 : Мера любви / La Mesure d'aimer